# Rians (Cher)
Rians é uma comuna francesa na região administrativa do Centro, no departamento Cher. Estende-se por uma área de 32,8 km². Em 2010 a comuna tinha 986 habitantes (densidade: 30,1 hab./km²).